# Пинсольо, Карло
Ка́рло Пинсо́льо (итал. Carlo Pinsoglio; род. 16 марта 1990, Монкальери) — итальянский футболист, вратарь клуба «Ювентус».

## Биография
Карло Пинсольо родился 16 марта 1990 года в итальянском городе Монкальери. Он начал заниматься футболом в местном клубе под названием «Монкальери», а в 2000 году попал в академию «Ювентуса». Во время нахождения в составе академии «зебр» Пинсольо заработал репутацию перспективного вратаря, однако закрепиться в основной команде ему не удалось. Карло попал в заявку главной команды на матч лишь однажды — в игре чемпионата Италии в сезоне 2009/2010 против «Сиены», тот матч были вынуждены пропустить основной вратарь команды Джанлуиджи Буффон и запасной голкипер Алекс Маннингер. Из-за их отсутствия место в воротах занял третий вратарь команды Антонио Кименти, а на скамейку запасных попал юный Пинсольо. На поле в той игре он так и не вышел, в дальнейшем несколько раз был отдан в аренды в другие итальянские клубы, а затем и вовсе покинул «Ювентус». В составе «Пескары» в сезоне 2011/2012 Пинсольо удалось стать одним из ключевых игроков своей команде, он сыграл весомую роль в итоговой победе «Пескары» в Серии B. Летом 2017 года Пинсольо вернулся в «Ювентус», где стал третьим вратарём команды после Буффона и Войцеха Щенсного. 19 мая 2018 года в последнем матче сезона Серии А против «Вероны» Карло дебютировал в составе «зебр», во втором тайме он заменил Буффона, который проводил свою последнюю игру перед уходом из команды. Пинсольо в составе «Ювентуса» трижды стал чемпионом Италии, дважды выиграл Суперкубок Италии и Кубок Италии.

## Достижения
«Ювентус»
- Чемпион Италии (3): 2017/18, 2018/19, 2019/20
- Обладатель Кубка Италии (2): 2017/18, 2020/21
- Обладатель Суперкубка Италии (2): 2018, 2020